# Palácio Hongran

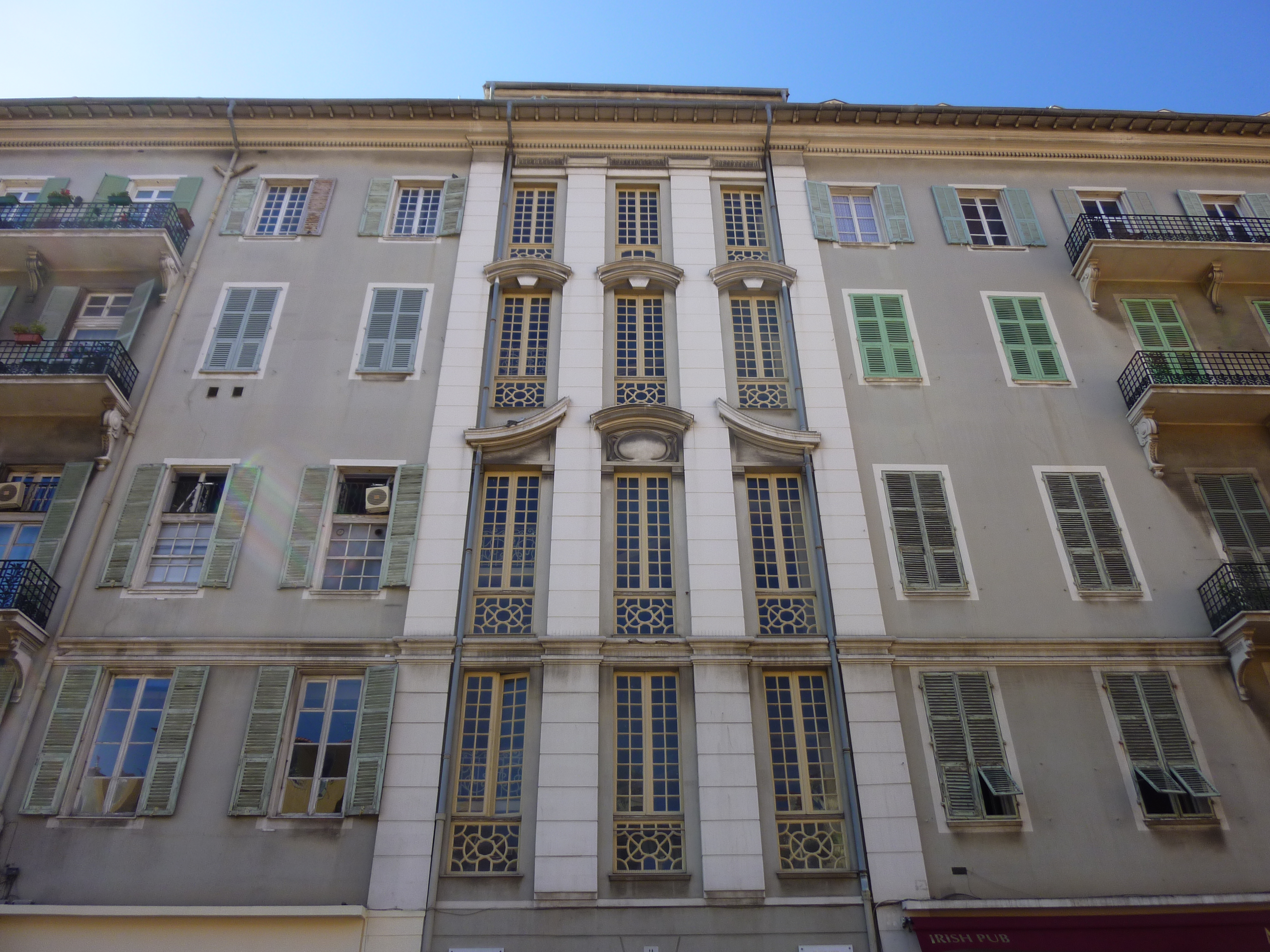
Palácio Hongran

O Palácio Hongran é uma mansão histórica em Nice, Alpes-Maritimes, França. Foi construído de 1769 a 1772. Foi listado como um monumento nacional oficial desde 2 de dezembro de 2010.